# تانتالون (مریلند)
تانتالون (به انگلیسی: Tantallon) یک منطقهٔ مسکونی در ایالات متحده آمریکا است که در مریلند قرار دارد. تانتالون ۹٬۹۴۵ نفر جمعیت دارد و ۱۱٫۸۹ متر بالاتر از سطح دریا واقع شده‌است.